# Gert-Jan Cieremans
Gert-Jan Cieremans (1971) was chef-kok van restaurant Seinpost in Scheveningen.
Na een koksopleiding in Rotterdam werkte Cieremans in de Verenigde Staten bij Mariott. Daarna werkte hij in het sterrenrestaurant Parkheuvel van Cees Helder.
In 1996 werd Cieremans chef-kok in Seinpost. In 2006 kreeg hij een Michelinster, welke hij behield tot en met 2016.